# Alansmia
Alansmia är ett släkte av stensöteväxter. Alansmia ingår i familjen Polypodiaceae.

## Dottertaxa tillAlansmia, i alfabetisk ordning[1]
- Alansmia acrosora
- Alansmia alfaroi
- Alansmia bradeana
- Alansmia canescens
- Alansmia cocosensis
- Alansmia concinna
- Alansmia contacta
- Alansmia cultrata
- Alansmia dependens
- Alansmia diaphana
- Alansmia elastica
- Alansmia esquiveliana
- Alansmia fabispora
- Alansmia glandulifera
- Alansmia heteromorpha
- Alansmia immixta
- Alansmia kirkii
- Alansmia lanigera
- Alansmia laxa
- Alansmia lobulata
- Alansmia longa
- Alansmia monosora
- Alansmia reclinata
- Alansmia semilunaris
- Alansmia senilis
- Alansmia smithii
- Alansmia spathulata
- Alansmia stella
- Alansmia turrialbae
- Alansmia variabilis
- Alansmia xanthotrichia